# 袁家玑
袁家玑（1913年—1991年），男，贵州贵阳人，中华人民共和国中医学家、政治人物，曾任贵州省政协副主席，第三届全国人大代表。

## 生平
1935年毕业于华北国医学院，师从施今墨。